# Santana do Mundaú
Santana do Mundaú est une municipalité brésilienne dans l'État de l'Alagoas.